# Episodi de I viaggiatori (seconda stagione)
La seconda stagione della serie televisiva I viaggiatori, composta da 13 episodi, è stata trasmessa negli Stati Uniti su Fox dal 1º marzo 1996 al 12 luglio 1996.
In Italia è stata trasmessa da Italia 1 dal 20 agosto 2000 al 30 settembre 2000.
| nº | Titolo originale                  | Titolo italiano                 | Prima TV USA   | Prima TV Italia   |
| -- | --------------------------------- | ------------------------------- | -------------- | ----------------- |
| 1  | Into the Mystic                   | Stregoni e incantesimi          | 1º marzo 1996  | 20 agosto 2000    |
| 2  | Love Gods                         | Gli dei dell'amore              | 8 marzo 1996   | 20 agosto 2000    |
| 3  | Gillian of the Spirits            | Gillian la sensitiva            | 15 marzo 1996  | 27 agosto 2000    |
| 4  | The Good, the Bad and the Wealthy | La legge del Far West           | 22 marzo 1996  | 27 agosto 2000    |
| 5  | El Sid                            | El Sid                          | 29 marzo 1996  | 3 settembre 2000  |
| 6  | Time Again and World              | Giro giro tondo                 | 5 aprile 1996  | 3 settembre 2000  |
| 7  | In Dino Veritas                   | Dinosauri                       | 26 aprile 1996 | 10 settembre 2000 |
| 8  | Post Traumatic Slide Syndrome     | Sindrome da viaggi dimensionali | 3 maggio 1996  | 23 settembre 2000 |
| 9  | Obsession                         | Ossessione                      | 24 maggio 1996 | 17 settembre 2000 |
| 10 | Greatfellas                       | Dimensione mafia                | 31 maggio 1996 | 17 settembre 2000 |
| 11 | The Young and the Relentless      | Il mondo giovane                | 7 giugno 1996  | 24 settembre 2000 |
| 12 | Invasion                          | Invasione                       | 28 giugno 1996 | 10 settembre 2000 |
| 13 | As Time Goes By                   | Col passare del tempo           | 12 luglio 1996 | 30 settembre 2000 |

## Stregoni e incantesimi
- Titolo originale: Into the mystic
- Diretto da: Richard Compton
- Scritto da: Tracy Tormé

### Trama
In una Terra dove l'occultismo trionfa sulla scienza, Quinn diventa il bersaglio di un bizzarro sciamano che richiede il suo cervello come pagamento per le sue prestazioni.

## Gli dei dell'amore
- Titolo originale: Love Gods
- Diretto da: Tony Blake e Paul Jackson
- Scritto da: John McPherson

### Trama
Quinn, Rembrandt e Arturo sono trattati come dei veri e propri tesori viventi in quanto il mondo dove si trovano ha reso quasi l'intera popolazione maschile sterile a causa di un'arma biologica e tutte le Nazioni si fanno guerra per avere il maggior numero di uomini fertili per il ripopolamento.

## Gillian la sensitiva
- Titolo originale: Gillian of the spirits
- Diretto da: Tony Blake e Paul Jackson
- Scritto da: Paris Barclay

### Trama
Durante il viaggio, qualcosa va storto e Quinn non si presenta all'appello...o meglio, si presenta ma sotto forma di fantasma. Wade e gli altri lo credono morto, e la sola persona che possa aiutare Quinn a ricongiungersi al suo corpo e ai suoi amici è una ragazza dalle facoltà paranormali. Se non fosse che il mondo in cui si trovano i Viaggiatori ha bandito ogni forma di tecnologia dopo le conseguenze delle bombe atomiche sganciate in Giappone, che compromettono i tentativi di Arturo di riparare il timer.

## La legge del Far West
- Titolo originale: The Good, the Bad and the Wealthy
- Diretto da: Scott Smith Miller
- Scritto da: Oscar L. Costo

### Trama
I quattro amici finiscono in un mondo dove la California è una parte della Repubblica Indipendente del Texas e le leggi locali permettono i classici duelli con pistole tipici dei film western. Un ragazzino cerca vendetta dopo che suo padre è stato ucciso dal più temibile pistolero della città, noto come Billy the Kid.
- Guest star: Lochlyn Munro (Billy The Kid)

## El Sid
- Titolo originale: El Sid
- Diretto da: Jon Povill
- Scritto da: Paris Barclay

### Trama
Quinn salva una ragazza dal suo violento fidanzato, capo di una gang di motociclisti. Giurando vendetta, l'uomo varca il portale assieme ai Viaggiatori e tutti si ritrovano in una San Francisco che è diventata una maxi-prigione di massima sicurezza.
- Guest star: Jeffrey Dean Morgan

## Giro giro tondo
- Titolo originale: Time Again and World
- Diretto da: Jacop Epstein
- Scritto da: Vern Gillium

### Trama
In un mondo dove la Costituzione degli Stati Uniti d'America è stata dichiarata fuorilegge e tutte le copie bruciate, i Viaggiatori cercano di salvare l'ultima copia del prezioso documento ed impedire così ad un attivista la sicura condanna a morte.

## Dinosauri
- Titolo originale: In Dino Veritas
- Diretto da: Steve Brown
- Scritto da: Oscar L. Costo

### Trama
I Viaggiatori giungono in una Terra dove San Francisco è una sorta di gigantesco parco naturale per la tutela dei dinosauri. Sbalorditi da questa scoperta, devono anche fare i conti con le autorità che li hanno scambiati per cacciatori di frodo.

## Sindrome da viaggi dimensionali
- Titolo originale: Post Traumatic Slide Syndrome
- Diretto da: Adam Nimoy
- Scritto da: Nan Hagan

### Trama
Arturo, Quinn, Wade e Rembrandt sembrano essere tornati nel loro mondo di partenza e pare che le loro avventure siano ormai finite. Una vita di celebrità e gloria li attende dopo le loro imprese, finché Wade realizza con orrore che sono ancora in un universo parallelo quando scopre che il Golden Gate Bridge invece di essere rosso è di colore azzurro.

## Ossessione
- Titolo originale: Obsession
- Diretto da: Jon Povill
- Scritto da: Colin Bucksey

### Trama
I Viaggiatori approdano in un mondo dominato dalla telecinesi. L'Oracolo Supremo, che è la persona più potente del mondo per i suoi poteri psichici, si innamora di Wade al punto di impedirle di partire con i suoi amici.

## Dimensione mafia
- Titolo originale: Greatfellas
- Diretto da: Scott Smith Miller
- Scritto da: Allan Eastman

### Trama
In un mondo dove vige ancora il Proibizionismo, le gang mafiose dominano le città e scambiano Rembrandt per il suo doppio, ovvero un agente dell'FBI.

## Il mondo giovane
- Titolo originale: The Young and the Relentless
- Diretto da: Richard Compton
- Scritto da: T. Edward Anthony e Von Whisenhant

### Trama
Quinn impersona il suo doppio trovato morto in una piscina, mentre Arturo viene processato per aver chiesto una birra: siamo infatti in un mondo dove, dopo che lo speaker Howard Stern prese il potere e portò la maggiore età a 9 anni, i giovani comandano e le persone di mezza età non possono né lavorare (l'età della pensione è 35 anni) né bere alcolici.

## Invasione
- Titolo originale: Invasion
- Diretto da: Richard Compton
- Scritto da: Tracy Tormé

### Trama
I quattro apprendono dell'esistenza degli alieni Kromagg, il cui abbigliamento ricorda quello dei soldati Nazisti, dotati anche loro della capacità di muoversi da un mondo all'altro attraverso dei portali dimensionali. Scappando da essi, i Viaggiatori finiscono in un mondo dove i francesi dominano il continente nordamericano, ma vengono ritrovati dai Kromagg e portati in un'altra Terra per essere interrogati.

## Col passare del tempo
- Titolo originale: As Time Goes By
- Diretto da: Richard Compton
- Scritto da: Steve Brown

### Trama
I Viaggiatori approdano in tre differenti mondi dove incontrano le stesse persone. In uno di essi, vengono prima imprigionati e poi processati in quanto scoprono che in quel mondo il tempo va al contrario.